# The Scarlet and the Black
The Scarlet and the Black es una película de 1983 hecha para la televisión con las actuaciones de Gregory Peck y Christopher Plummer. Esta producción no debe ser confundida con la miniserie de 1993 de la televisión británica The Scarlet and the Black, en la que actuó Ewan McGregor y Rachel Weisz.
Basada en la novela de J. P. Gallagher, The Scarlet Pimpernel of the Vatican, esta película cuenta la historia de monseñor Hugh O'Flaherty, un sacerdote católico de la vida real que salvó a miles de judíos y prisioneros de guerra aliados de la Roma ocupada por los nazis durante la Segunda Guerra Mundial.

## Argumento
El General Max, con Kappler junto a él, se presentan ante el papa Pío XII en el Vaticano, solicitando permiso para pintar una línea blanca alrededor de la Basílica de San Pedro, para delimitar claramente hasta donde las fuerzas de ocupación Alemanas pueden circular, el papa accede, solo para ver que la línea ya estaba siendo pintada, él pontífice entiende que no es para mantener alejados a los alemanes, sino para recordar a la Santa Sede hasta donde llega geográficamente su autoridad, en referencia a los prisioneros de guerra aliados, escapados tras el armisticio de Badoglio, y que intentasen refugiarse en el Vaticano.
Monseñor Hugh O'Flaherty, un sacerdote irlandés, de fuertes sentimientos antibritánicos, y al que se atribuirá en el futuro haber salvado 6.508 judíos y prisioneros aliados, es ya de interés para la Gestapo en Roma, sabiendo ello se sirve de formas poco convencionales de mantenerse en la clandestinidad, como disfraces, nombres en clave poco claros para los nazis, lenguaje secreto para avisar a sus ayudantes, enviar a los fugados rescatados a apartamentos cercanos a los cuarteles nazis e incluso tentar a un grupo de francotiradores que vigilaban la línea blanca, el Papa a su vez le advierte que se debe mantener la neutralidad del Vaticano como diere lugar, el monseñor admite toda su empresa para socorrer a los prisioneros, las colectas en favor de los judíos Romanos, la ayuda de la nobleza Italiana antifascista y el sumo pontífice se limita a decirle que haga lo que su conciencia le dicte como correcto.
Herbert Kappler es un oficial de las SD, la inteligencia de las SS sin ningún escrúpulo, cuyo único objetivo como jefe de la Gestapo en Roma es acabar con los núcleos de la resistencia Italiana, deportar judíos romanos y cazar prisioneros fugados se enfrenta directamente a O'Flaherty, llegando al extremo de ordenar a un pelotón de fusilamiento fascista ejecutar a un sacerdote Italiano amigo del monseñor, al cual le descubrieron colaboración con la resistencia, asaltar dos veces la casa de la familia Lombardo, que ayudaban a O'Flaherty y de incluso enviar sicarios al Vaticano para hallarlo, ante lo cual se defiende de ellos con habilidad de Boxeo y la ayuda de West, mayordomo del embajador Británico en la santa sede.
Con la derrota Alemana en la batalla de Montecassino los aliados tienen la vía libre a la ciudad eterna, la cual acaba por ser declarada por los Alemanes ciudad abierta, es decir, se la dejarán a los aliados sin defenderla de ninguna manera para evitarle daños y también a las tropas Alemanas e Italianas fascistas en retirada, Kappler está convencido de que su familia será linchada por los romanos, o masacrada por los guerrilleros si huyen de Roma sin protección, recurre a O'Flaherty para sacarlos a sitio seguro, el monseñor inicialmente no concibe la idea de ayudar a un criminal como Kappler a quien repudia, si bien el monseñor acaba contrabandeando a su familia a Suiza, Kappler fue condenado a cadena perpetua. Se convirtió al catolicismo después de varios años, en parte bajo la influencia de su adversario Hugh O'Flaherty, que lo visitaba a menudo en la cárcel. Kappler fue trasladado a un hospital de la cárcel por razones de salud. De allí se escapó a Alemania Occidental, donde finalmente murió a los 70 años en 1978.

## Rigor histórico
El papel del general Helm Max se basa enteramente en la vida real del SS-Obergruppenführer Karl Wolff. La película no podía utilizar el nombre real de Wolff, ya que este todavía vivía en 1981. Murió en 1984.
Monseñor Hugh O'Flaherty fue realmente un sacerdote irlandés y se le atribuye haber salvado 6.508 judíos y prisioneros aliados.
Herbert Kappler fue condenado a cadena perpetua. Se convirtió al catolicismo después de varios años, en parte bajo la influencia de su adversario Hugh O'Flaherty, que lo visitaba a menudo en la cárcel. Kappler fue trasladado a un hospital de la cárcel por razones de salud. De allí se escapó a Alemania Occidental, donde finalmente murió a los 70 años en 1978.

## Actores
- Gregory Peck ... Monseñor Hugh O'Flaherty
- Christopher Plummer - SS-Obersturmbannführer Herbert Kappler
- John Gielgud - Papa Pío XII
- Raf Vallone - Padre Vittorio
- Kenneth Colley - SS-Hauptsturmführer Hirsch (Erich Priebke)
- Walter Gotell - SS-Obergruppenführer Max Helm (Karl Wolff)
- Barbara Bouchet - Minna Kappler
- Julian Holloway... Alfred West
- Angelo Infanti...Father Morosini
- Olga Karlatos	... Francesca Lombardo
- Michael Byrne... Reinhard Beck
- T. P. McKenna... Reichsführer Heinrich Himmler
- Vernon Dobtcheff... Conde Langenthal
- John Terry ... Lt. Jack Manning
- Peter Burton ... Sir D'Arcy Osborne
- Phillip Hatton	... Lt. Harry Barnett
- Mark Lewis ... Cpl. Les Tate
- Fabiana Udenio ... Guila Lombardo
- Marne Maitland	... Secretario del Papa
- Remo Remotti ... Rabbi Leoni
- Giovanni Crippa... Simon Weiss
- Billy Boyle... Paddy Doyle
- Itaco Nardulli	... Franz Kappler
- Cariddi Nardulli... Liesel Kappler
- Alessandra Cozzo... Emilia Lombardo
- William Berger	... Oficial de Inteligencia Norteamericano
- Edmund Purdom	... Oficial de Inteligencia británico / narrador del epílogo
- Gabriella D'Olive... Madre superiora
- Cesarina Tacconi... Mujer embarazada
- David Brandon	... Oficial de las SS
- Sergio Nicolai	... Oficial de bomberos
- Bruno Corazzari... Carbonero
- Stelio Candelli... Secretario de Hugh O'Flaherty
- Francesco Carnelutti... Cameriere Segreto